# Zehneria indica
Zehneria indica là một loài thực vật có hoa trong họ Cucurbitaceae. Loài này được (Lour.) Keraudren miêu tả khoa học đầu tiên năm 1975.

## Hình ảnh

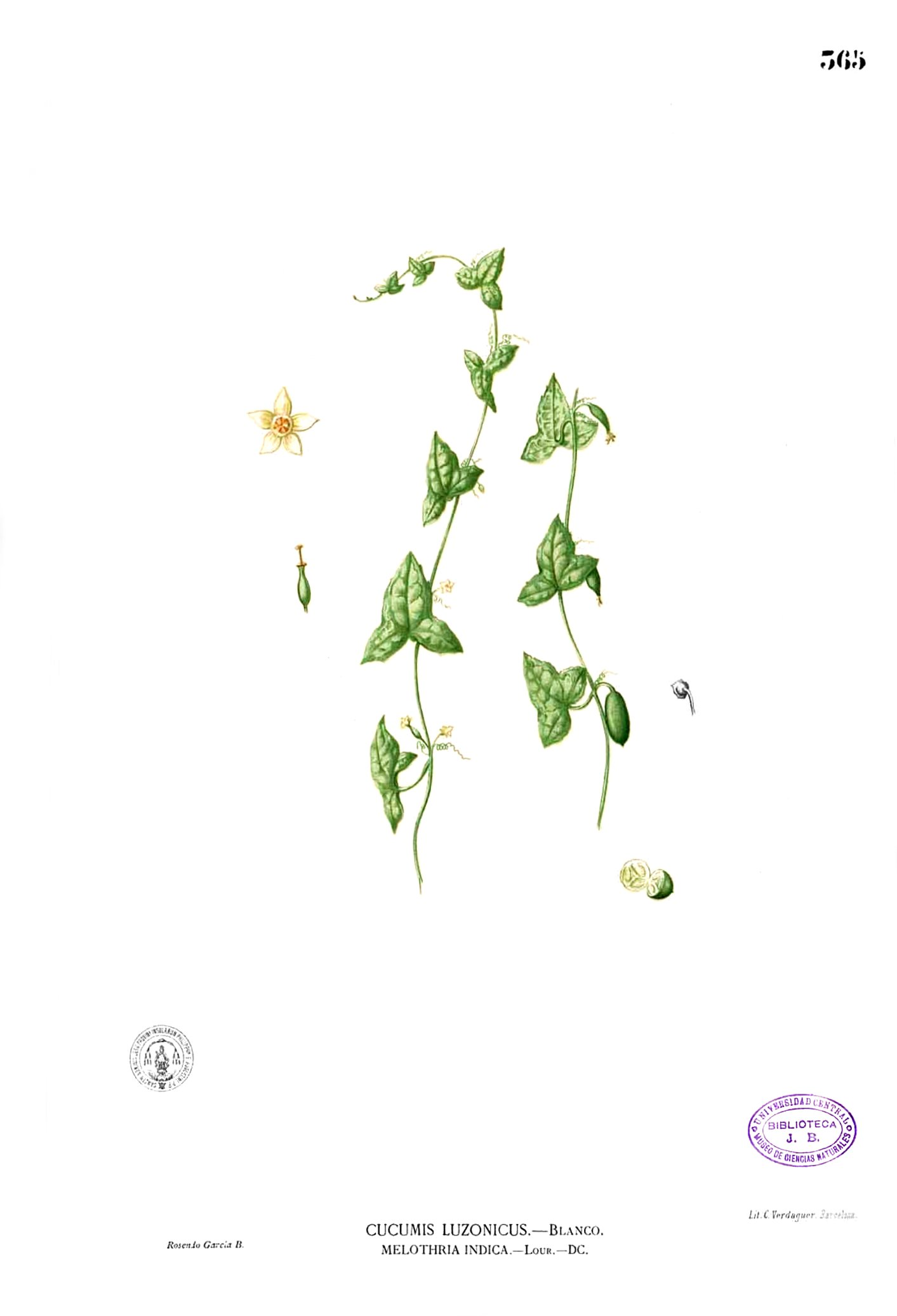
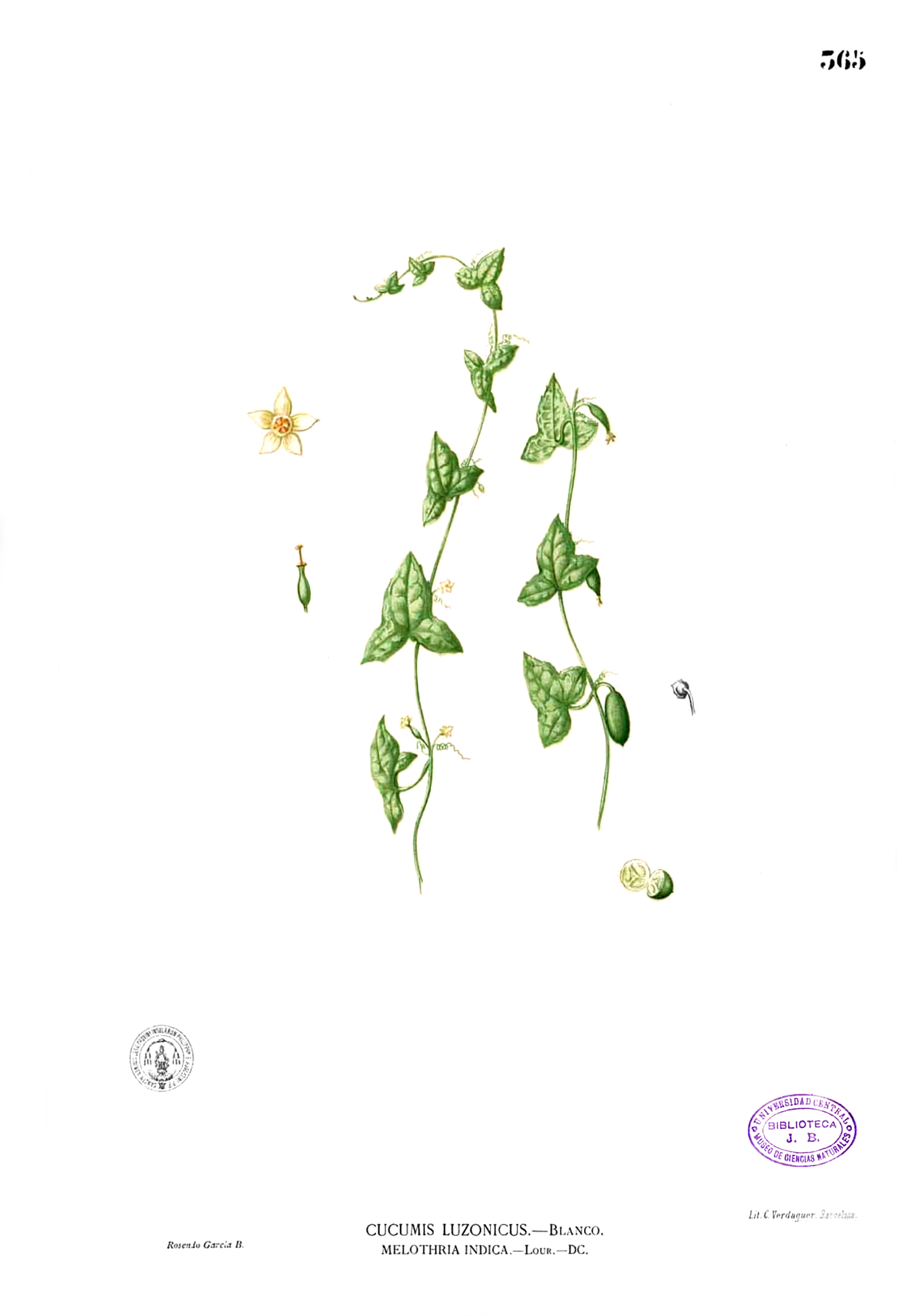